# ۸-هیدروکسی‌کینولین
۸-هیدروکسی‌کینولین (به انگلیسی: 8-Hydroxyquinoline) با فرمول شیمیایی C۹H۷NO یک ترکیب شیمیایی با شناسه پاب‌کم ۱۹۲۳ است. که جرم مولی آن 145.16 g/mol می‌باشد. شکل ظاهری این ترکیب، بلورهای سفید است.